# Wolf Weber (Darmstadt)

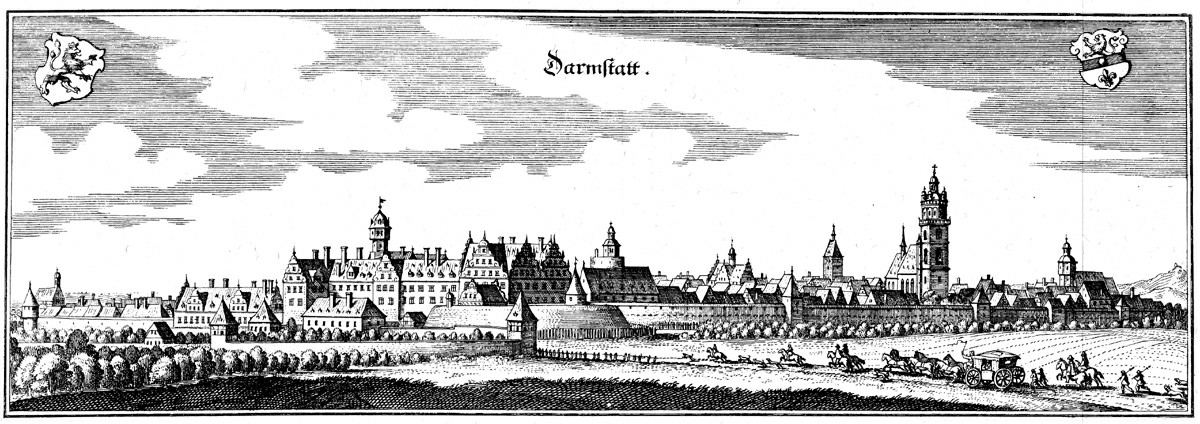
Darmstadt – Auszug aus der Topographia Hassiae von Matthäus Merian 1655

Wolf Weber (* ca. 1572; † vermutlich am 29. August 1582 in Darmstadt) war das jüngste und einzige männliche Opfer der Darmstädter Hexenverfolgungen unter Landgraf Georg I. von Hessen-Darmstadt.

## Vorgeschichte
Wolf Weber war der jüngste Sohn einer nur als alte Weberin bezeichneten Frau. Diese hatte ihrer Tochter Sara und deren Liebhaber Konrad Ballaß offenbar dabei geholfen, die jeweiligen Ehepartner der beiden zu vergiften. Infolge dieses Doppelmordes wurden die alte Weberin und ihre Tochter Sara als Hexen angeklagt und verurteilt. Die alte Weberin wurde bald darauf mit einigen anderen als „Hexen“ verurteilten Frauen verbrannt, während Saras Hinrichtung verschoben wurde, da sie schwanger war.
Aufgrund der Hexenverfolgungen und -verhöre waren die Gefängniszellen jedoch dermaßen ausgelastet, dass Sara zunächst zuhause bewacht wurde und schließlich in den Räumen eines der Stadttore offenbar unbewacht angekettet wurde. Ihr Bruder Wolf brachte ihr daraufhin eine Feile, mithilfe derer sie sich befreien und fliehen konnte. Nachdem man die Flucht bemerkte, fiel der Verdacht sofort auf Wolf, den man daher auch festnahm und verhörte. Sara sollte am nächsten Tag ebenfalls im nahen Bessungen wieder aufgegriffen werden. Ihr weiteres Schicksal ist unbekannt, es ist jedoch davon auszugehen, dass sie unter den weiteren Opfern der Hexenverfolgungen zu finden ist.

## Wolfs Verhör
In Wolfs Verhör spielten seine Fluchthilfe wie auch der scheinbar noch nicht bis ins Detail aufgeklärte Mord an Saras Ehemann und Konrad Ballas Ehefrau eine nur sehr untergeordnete Rolle. Das Interesse der Obrigkeit fokussierte sich vielmehr auf die Aussage einiger Mädchen der Stadt, die über Wolf sagten, er hätte behauptet, gesehen zu haben, wie die Enkelin einer mit seiner Mutter hingerichteten „Hexe“ mit dem Teufel Hochzeit gehalten hätte.
Wolf leugnete dies zunächst, gestand aber nach einigen Stockhieben nicht nur seine „Beobachtung“, sondern auch gleich, dass er selbst von seiner Mutter dem Teufel zugebracht wurde. Daraufhin breitete er eine Sammlung weit verbreiteter Erzählmotive von Teufelstänzen aus. Seine Mutter führte ihn zu einem kleinen „schwarzen Bub“, der sich als Teufel mit dem Namen Fedderwisch herausstellte und der ihm erklärte, dass Wolf nun sein Knecht wäre.
Bei einem dieser Tänze wollte Wolf auch beobachtet haben, wie ein bockbeiniger Mann, der vier Füße hatte und dennoch aufrecht ging, von einem langen schwarzen Pfaffen in einem schwarzen Mantel mit eben jener Enkelin einer mit seiner Mutter hingerichteten „Hexe“ vermählt wurde.

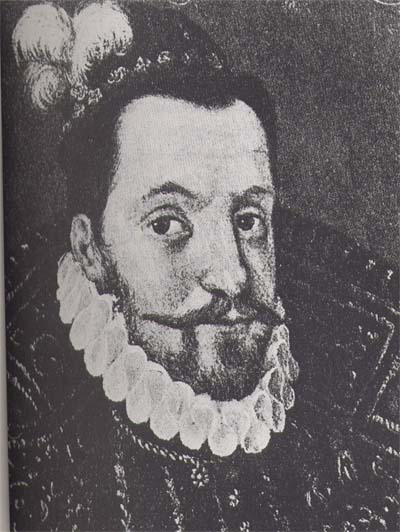
Landgraf Georg I.

## Nachwirkungen des Verhörs
Jenes Mädchen, eine Anne aus Dreieich (* ca. 1565, † vermutlich am 29. August 1582), war die Enkelin einer nur als die Dreieicherin bekannten Frau, die zusammen mit Wolfs Mutter hingerichtet worden war. Neben dem Geständnis von Wolf beschuldigte auch eine weitere als „Hexe“ angeklagte Frau Anne mit dem Teufel Hochzeit gehalten zu haben. Diese Frau, eine Lenhardin, erweiterte die Vorwürfe gegenüber Anne um eine sexuelle Komponente, die in Annes darauf folgendem Geständnis die zentrale Rolle spielen sollte.
Dieses Geständnis legte Anne bereits unter der Androhung von Folter ab, ohne tatsächlich gefoltert zu werden. Auch sie bediente sich dabei bekannter Erzählmotive von Hexentänzen, hier mit dem Fokus auf dem Geschlechtsverkehr mit dem Teufel.

## Die rechtliche Frage
Landgraf Georg I. hatte Zweifel daran, ob er Wolf und Anne hinrichten lassen durfte. Allerdings zweifelte er zu keiner Sekunde an ihrem Geständnis, sondern es ging ihm lediglich um die rechtliche Frage, ob er Minderjährige auf die gleiche Weise bestrafen durfte wie Erwachsene.
Über diese Frage korrespondierte er über Wochen hinweg mit seinem Bruder Landgraf Wilhelm IV von Hessen-Kassel. Dieser versuchte mäßigend auf ihn einzuwirken und ihn davon zu überzeugen, dass viele Hexereigeständnisse Hirngespinste waren. Da es Georg I. jedoch um diese Frage gar nicht ging, folgte er Wilhelms Argumenten nicht.

## Hinrichtung
Vermutlich am 29. August 1582 (auf jeden Fall aber im Spätsommer 1582) ließ Landgraf Georg Wolf und Anne zusammen mit 8 weiteren „Hexen“ hinrichten. Die juristische Frage klärte er dabei an sich nicht, nahm sich als Landesfürst aber das Recht heraus, ein „Exempel statuieren“ zu dürfen.

## Folgen
1586 kam es in Darmstadt zu einer weiteren Verfolgungswelle, bei der 17 Frauen hingerichtet wurden, 1590 sind noch einmal zwei Opfer nachweisbar. Die Hexenverfolgungen scheinen eng mit der Person von Landgraf Georg I. verbunden zu sein, da zum einen zur gleichen Zeit im übrigen Hessen die „Hexen“ höchstens ein Randphänomen waren, dem man sehr skeptisch gegenüberstand, und zum anderen Georgs Nachfolger selbst während des Höhepunktes der Hexenverfolgungen im 17. Jahrhundert auf Hexenhinrichtungen verzichteten.

## Rezeptionsgeschichte
Die Darmstädter Hexenverfolgungen waren lange Zeit nicht genauer erforscht worden. Lediglich das Gerichtsprotokoll eines Falles in Arheilgen (heute Darmstadt eingemeindet) wurde ab 1915 näher untersucht.
Der Fall von Wolf Weber und der damit eng verbundene Fall der Anne aus Dreieich wurden erstmals 1966 in einer Biographie über Georg I. erwähnt. Der in Abschrift erhaltene Briefwechsel zwischen Georg I. und Wilhelm IV. von Hessen-Kassel war der Forschung bis dato unbekannt gewesen.
In zwei kurz darauf veröffentlichten Serien der Lokalpresse wurde dann über den Fall mit reißerischer Empörung berichtet, in denen unter anderem vollkommen anachronistisch von einem „Polizeistaat christlicher Prägung“ die Rede war und die schließlich in der Behauptung gipfelten, Anne wäre von ihrer Großmutter als eine Art „Callgirl“ missbraucht worden.
Erst Mitte der 1990er fand dann eine seriöse Aufarbeitung statt, infolge derer der Briefwechsel zwischen Georg I. und Wilhelm IV. auch zum ersten Mal vollständig ediert wurde. Diese Aufarbeitung hält sich mit Interpretationen zu dem Fall zurück und beschränkt sich größtenteils auf die Fakten, die sich direkt aus dem Briefwechsel und der Forschung bzgl. Georg I. und der Hexenverfolgungen ergeben.
Dass Wolf seine Ausführungen selbst geglaubt haben könnte, wird dabei nicht völlig ausgeschlossen, während bei Anne ein Liebhaber vermutet wird, den sie mit ihrem Geständnis schützen wollte.
Eine jüngere Abhandlung sieht dagegen in den Geständnissen einen wahren Kern, der hinter Volksmythen versymbolisiert verschleiert wird. Dabei wird auf Ähnlichkeiten in Wolfs Verhältnis zu seinem „Teufel Fedderwisch“ und dem Verhältnis zu Konrad Ballaß, dem mutmaßlichen Mörder des Ehemanns seiner Schwester hingewiesen. Für Anne dagegen wird hier eine arrangierte Zwangsehe (die nach Georgs Agenda verboten war) mit einer einflussreichen Persönlichkeit angenommen. Als Indiz dient der plötzlich gestiegene politische Einfluss einer Familie Dreieicher in Darmstadt im frühen 17. Jahrhundert sowie einige Details in Annes Geständnis.